# Ovaticoccus nativus
Ovaticoccus nativus är en insektsart som först beskrevs av Arthur W. Parrott 1900.  Ovaticoccus nativus ingår i släktet Ovaticoccus och familjen filtsköldlöss. Inga underarter finns listade i Catalogue of Life.